# 澀澤站
澀澤站（日语：／ Shibusawa eki */?）是一個位於神奈川縣秦野市曲松一丁目，屬於小田急電鐵小田原線的鐵路車站。車站編號是OH 40。

## 概要
本站標高163公尺，是小田急電鐵標高最高的車站。另外與西側新松田站的站距達6.2公里，也是小田急電鐵最長的站距。浪漫特快的廣告常使用本站至新松田間的風景。
由於靠近丹澤山地登山口，本站與鄰站秦野站在假日可見許多登山客。

## 歷史

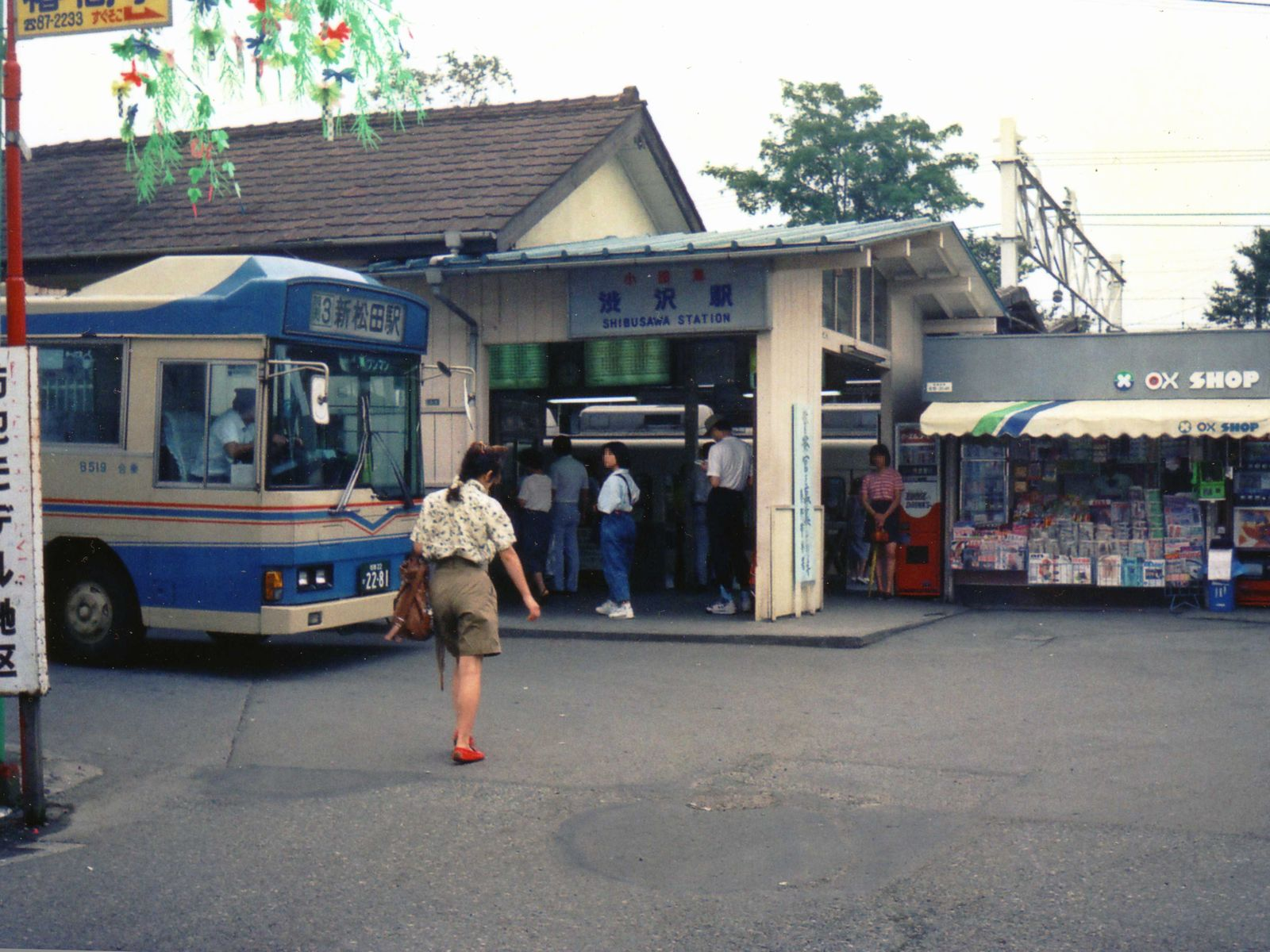
改採跨站式站房以前的澀澤站（1988年）

- 1927年（昭和2年）4月1日 - 開業。為「直通」班次停靠站。
- 1945年（昭和20年）6月 - 各站停車延伸至全線，本站為各站停車停靠站。同時廢止「直通」班次。
- 1946年（昭和21年）10月1日 - 新增準急班次，為其停靠站。
- 1949年（昭和24年）10月1日 - 恢復急行班次，為其停靠站。
- 1955年（昭和30年）3月25日 - 新增通勤急行班次，為其停靠站。
- 1960年（昭和35年）3月25日 - 新增通勤準急班次，為其停靠站。
- 1993年（平成5年）2月17日 - 跨站式站房與南北自由通道啟用。同時提議更名為「丹澤高原」，但未採用。
- 2004年（平成16年）
  - 電梯與多功能廁所完工。
- 12月11日 - 新增快速急行、區間準急班次，為其停靠站。
- 2007年（平成19年）3月25日 - 南口圓環竣工。同年3月26日啟用。
- 2012年（平成24年）3月17日 - 本厚木以西で取消區間準急，本站不再停靠區間準急班次。
- 2014年（平成26年）12月23日 - 進站音樂採用秦野出身的坂井泉水所屬樂團ZARD歌曲《搖擺的想念》、《別認輸》。
- 2018年（平成30年）
  - 3月17日 - 伊勢原以西廢除準急，本站不再停靠準急列車[2]。
  - 3月29日 - 本站規劃進行站內BGM試驗[3]。

### 站名由來
車站開設當時，以當地地名「中郡西秦野村大字澀澤」命名。

## 車站構造
本站是側式月台2面2線地面車站，站房為跨站式。首班車至7時15分為止沒有站員。付費區至月台有電梯與電扶梯連結。
2014年12月23日起，配合秦野市市制60周年紀念，本站選擇與秦野市有淵源的ZARD樂曲作為進站音樂。上行線為《別認輸》，下行線為《搖擺的想念》。

### 月台配置
月台從海側（東側）起為1號月台。
| 月台 | 路線     | 方向 | 目的地                       |
| ---- | -------- | ---- | ---------------------------- |
| 1    | 小田原線 | 下行 | 小田原、箱根湯本方向         |
| 2    | 小田原線 | 上行 | 相模大野、新宿、千代田線方向 |

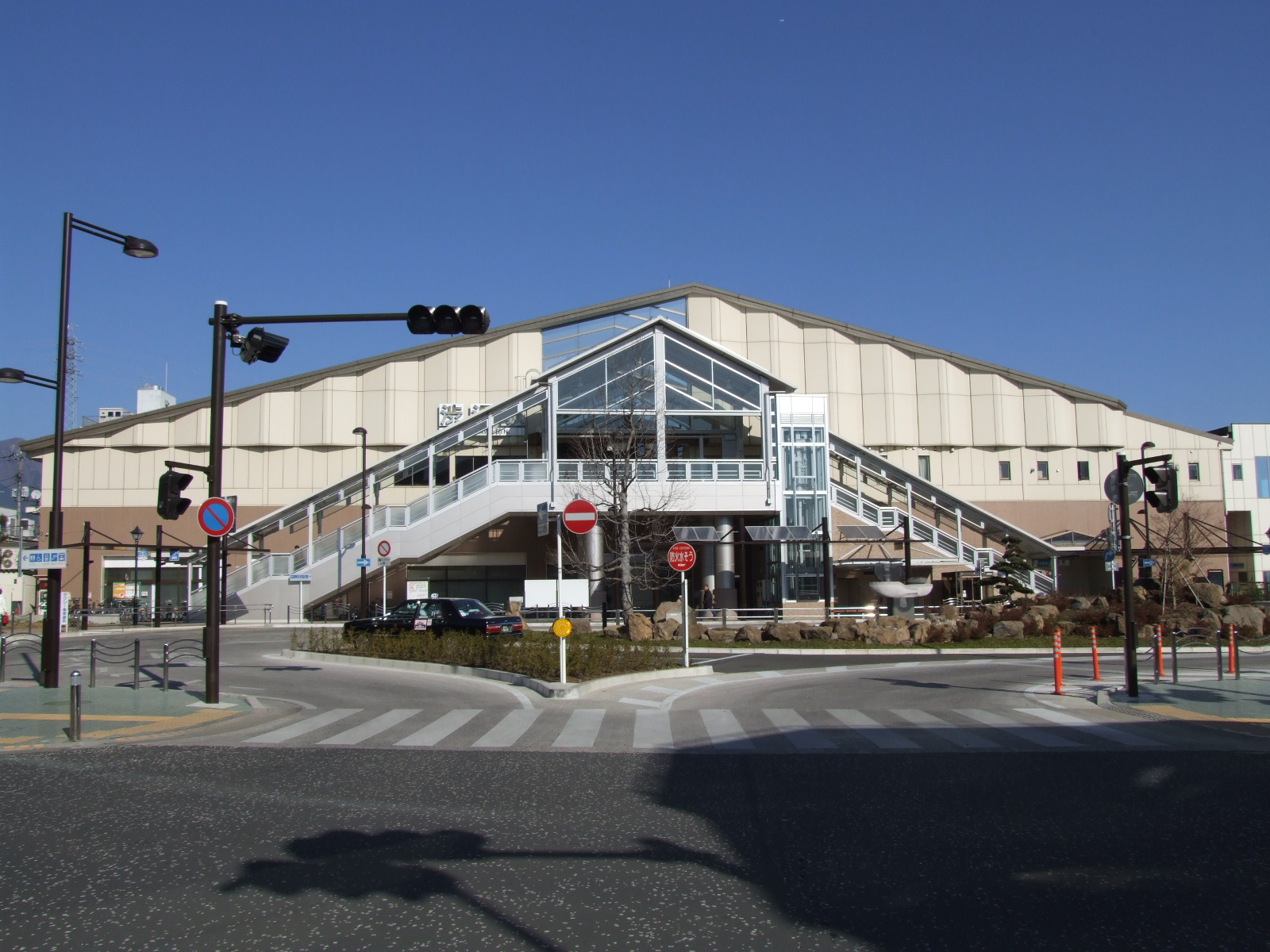
南口（2008年1月6日）
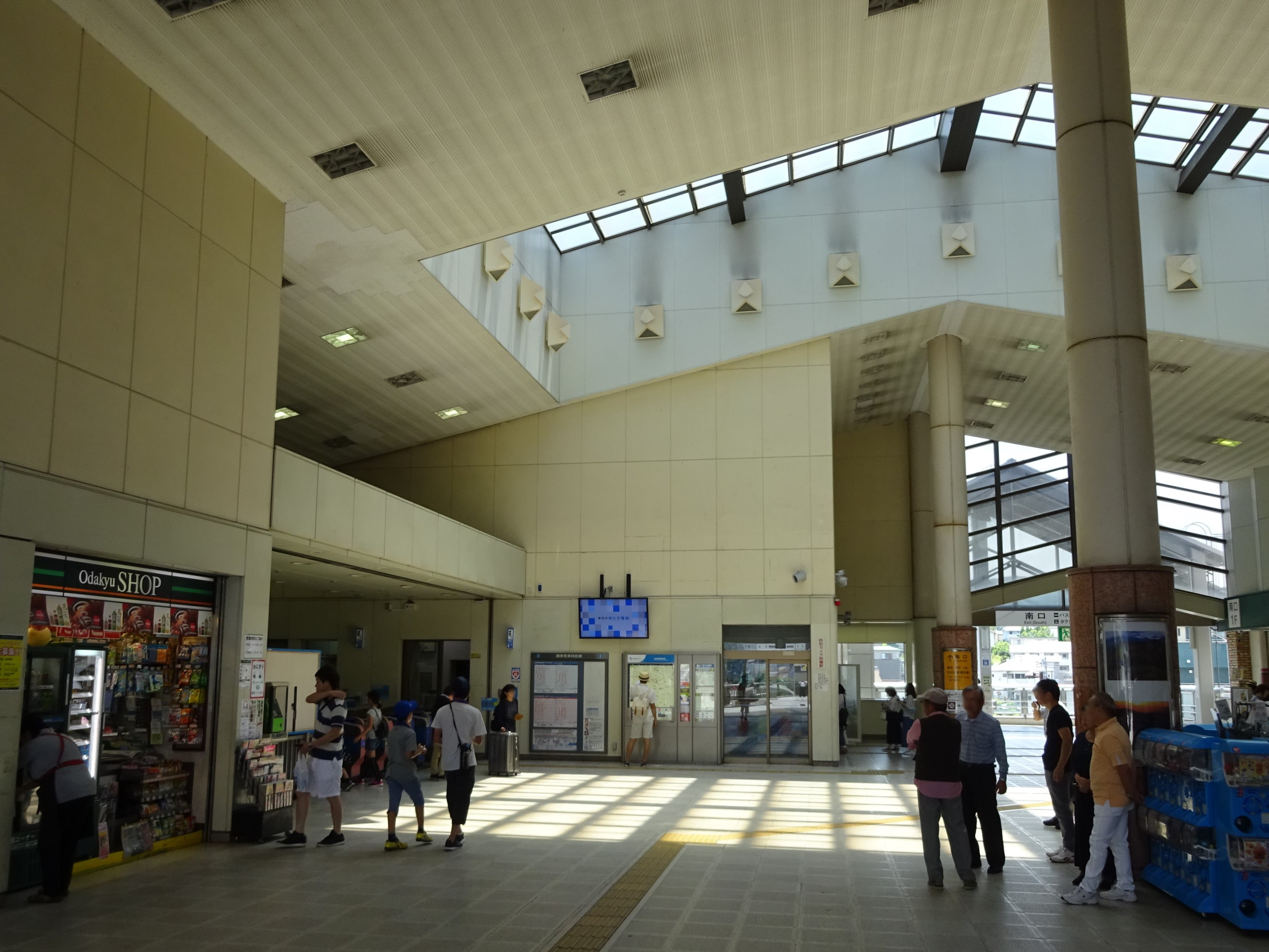
車站空間（2017年6月17日）
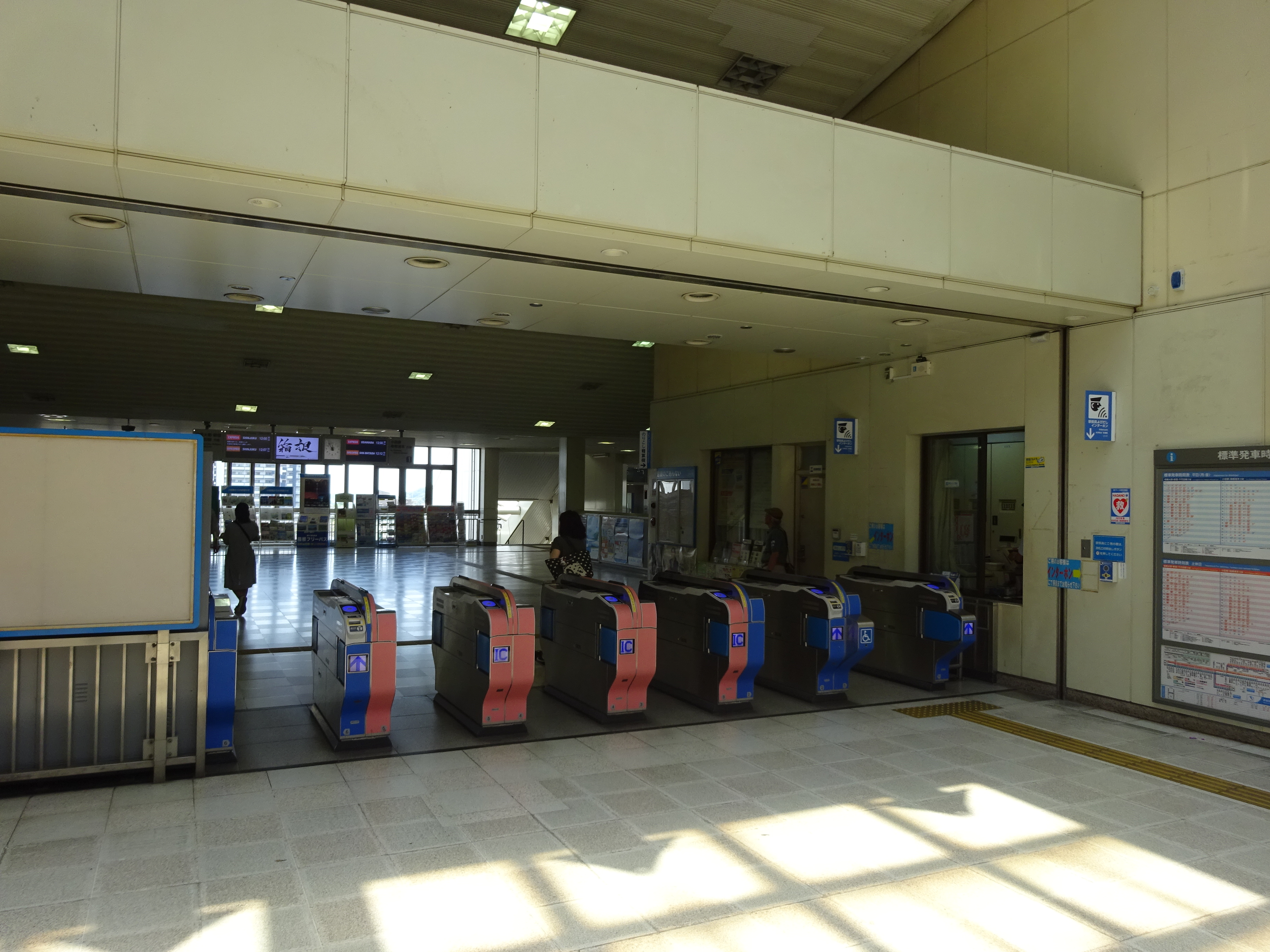
剪票口（2017年6月17日）
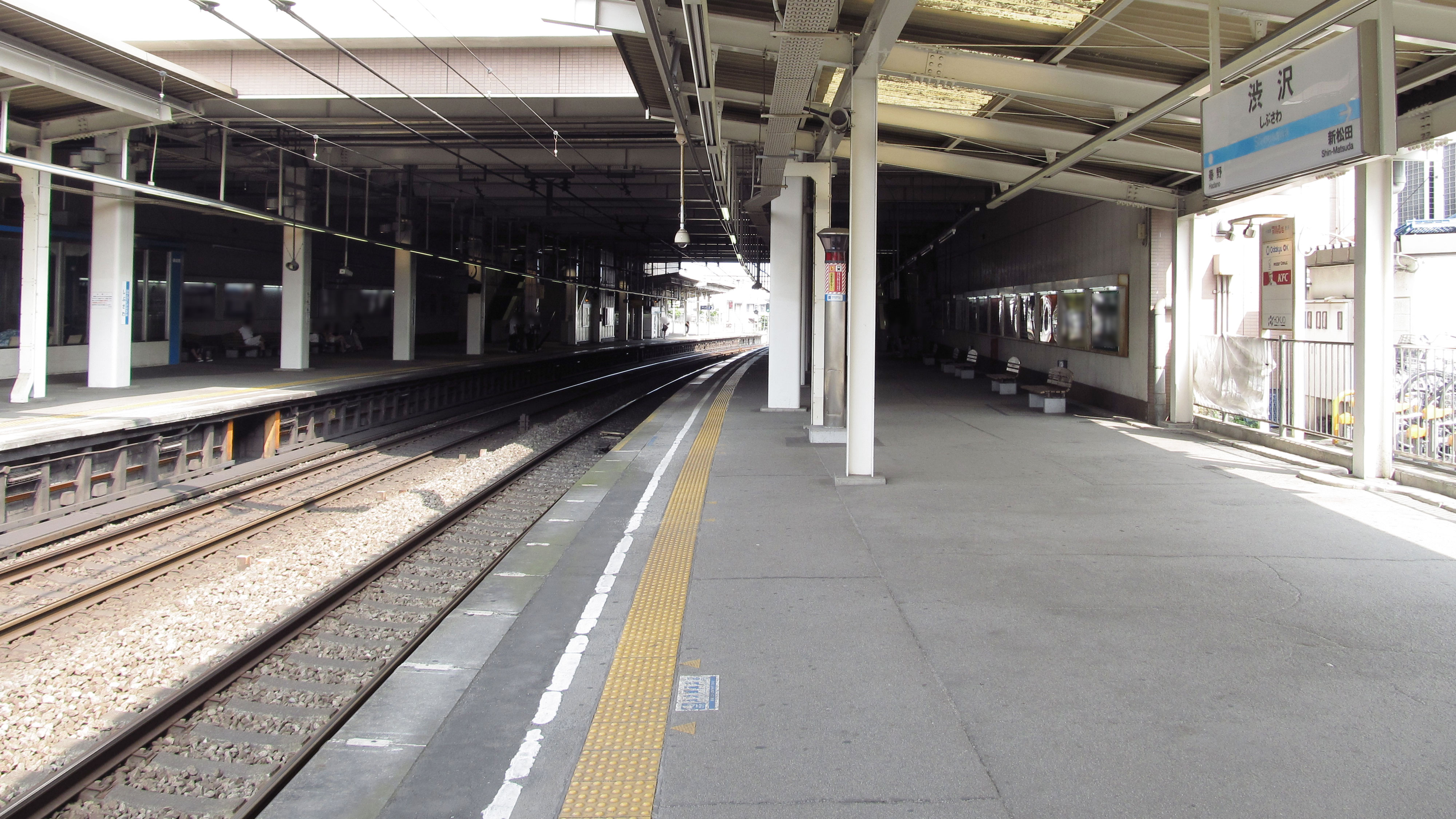
月台（2013年8月14日）

## 利用狀況
2017年度1日平均上下車人次為28,340人。小田急線全70站中排名40位。
近年上下車人次、上車人次變化如下表。
| 年度               | 1日平均 上下車人次 | 1日平均 上車人次 | 來源     |
| ------------------ | ------------------ | ---------------- | -------- |
| 1982年（昭和57年） | 21,353             |                  |          |
| 1995年（平成07年） |                    | 15,768           | [ * 1 ]  |
| 1998年（平成10年） |                    | 15,063           | [ * 2 ]  |
| 1999年（平成11年） |                    | 14,903           | [ * 3 ]  |
| 2000年（平成12年） |                    | 14,538           | [ * 3 ]  |
| 2001年（平成13年） | 28,213             | 14,381           | [ * 4 ]  |
| 2002年（平成14年） | 27,832             | 14,172           | [ * 5 ]  |
| 2003年（平成15年） | 27,791             | 14,055           | [ * 6 ]  |
| 2004年（平成16年） | 27,799             | 14,081           | [ * 7 ]  |
| 2005年（平成17年） | 27,060             | 13,727           | [ * 8 ]  |
| 2006年（平成18年） | 27,468             | 13,939           | [ * 9 ]  |
| 2007年（平成19年） | 27,789             | 14,090           | [ * 10 ] |
| 2008年（平成20年） | 28,244             | 14,316           | [ * 11 ] |
| 2009年（平成21年） | 27,834             | 14,094           | [ * 12 ] |
| 2010年（平成22年） | 27,434             | 13,857           | [ * 13 ] |
| 2011年（平成23年） | 27,369             | 13,824           | [ * 14 ] |
| 2012年（平成24年） | 28,035             | 14,170           | [ * 15 ] |
| 2013年（平成25年） | 28,298             | 14,314           | [ * 16 ] |
| 2014年（平成26年） | 27,741             | 14,020           | [ * 17 ] |
| 2015年（平成27年） | 28,058             | 14,167           | [ * 18 ] |
| 2016年（平成28年） | 28,547             | 14,403           | [ * 19 ] |
| 2017年（平成29年） | 28,340             |                  |          |

## 車站周邊
- 秦野市立西公民館
- 秦野市立澀澤公民館
- 秦野市消防署（日语：秦野市消防本部）西分署
- 澀澤站前郵便局
- 秦野曲松郵便局
- 小田原百貨店（日语：小田原百貨店）澀澤店（超市）
- Maxvalu（日语：マックスバリュ東海）澀澤店
- 國道246號
- 靜岡中央銀行（日语：静岡中央銀行）澀澤支店

### 路線巴士
全部路線都由神奈川中央交通集團運行。
澀澤站北口
- 1號乘車處
  - 秦08 - 經櫻土手、日立往秦野站
  - 秦18 - 經日立、畑中往秦野站
  - 神01 - 經土橋往秦野站
- 2號乘車處
  - 澀02 - 往大倉
  - 澀05 - 經戶川台往高砂車庫前
  - 秦12 - 經上河原往秦野站
  - 秦51 - 經菩提往秦野站
  - 秦53 - 經菩提往高砂車庫前
  - 秦54 - 經戶川台往秦野站
- 無乘車處編號
  - 上地區乘合自動車「行け行けぼくらのかみちゃん号」
    - 湯之澤線 - 往湯之澤團地
    - 三廻部線 - 往三廻部（みくるべ）
    - 柳川、八澤線 - 經柳川往八澤

澀澤站南口
- 澀03 - 往峠／往千村台
- 澀04 - 往千村台

## 相鄰車站
小田急電鐵
 小田原線

■快速急行、■急行、■各站停車
秦野（OH 39）－澀澤（OH 40）－新松田（OH 41）

## 外部連結
- 澀澤 - 小田急電鐵